# Aspiscellaria bellula
Aspiscellaria bellula is een mosdiertjessoort uit de familie van de Candidae. De wetenschappelijke naam van de soort is, als Scrupocellaria bellula, voor het eerst geldig gepubliceerd in 1947 door Osburn.